# John Rostill
John Henry Rostill (Kings Norton, Birmingham, Inglaterra, 16 de junho de 1942 — Hertfordshire, 26 de novembro de 1973) foi baixista e compositor, recrutado pelo The Shadows para substituir Brian Locking.
Trabalhou com diversos artistas antes de se juntar ao Shadows, como os The Interns, The Flinstones? e Zoot Money.
Morreu eletrocutado em seu estúdio caseiro em 26 de novembro de 1973.